# Plumularia syriaca
Plumularia syriaca är en nässeldjursart som beskrevs av Chantal Billard 1931. Plumularia syriaca ingår i släktet Plumularia och familjen Plumulariidae. Inga underarter finns listade i Catalogue of Life.